# Прайветт, Джон
Джон Элсвуд Прайветт (англ. John Elswood Privett) — девятый епископ Кутеней в Англиканской церкви Канады. С 2009 по апрель 2018 года служил митрополитом Британской Колумбии и Юкона. Джон из Уайтхорса, Юкон, получил образование в Университете Саскачевана и был рукоположен в 1982 году. Он ушёл из активного служения 31 мая 2018 года.
Прайветт стал объектом критики со стороны религиозных консерваторов после того, как провинциальная Палата епископов отказалась дать согласие на избрание преподобного Джейкоба Уорли, который сменит Уильяма Андерсона на посту епископа Каледонии. Уорли, бывший священник англиканской миссии в Америке, отказался взять на себя обязательство не пытаться вывести епархию из состава Англиканской церкви Канады. В знак протеста Андерсон покинул Англиканскую церковь Канады и перешёл в Англиканскую церковь Северной Америки.